# Daskalovo
Daskalovo (bulgariska: Даскалово) är ett distrikt i Bulgarien.   Det ligger i kommunen Obsjtina Tjernootjene och regionen Kărdzjali, i den centrala delen av landet, 190 km sydost om huvudstaden Sofia. Antalet invånare är 382. Arean är 5,0 kvadratkilometer.